# Ted Lange

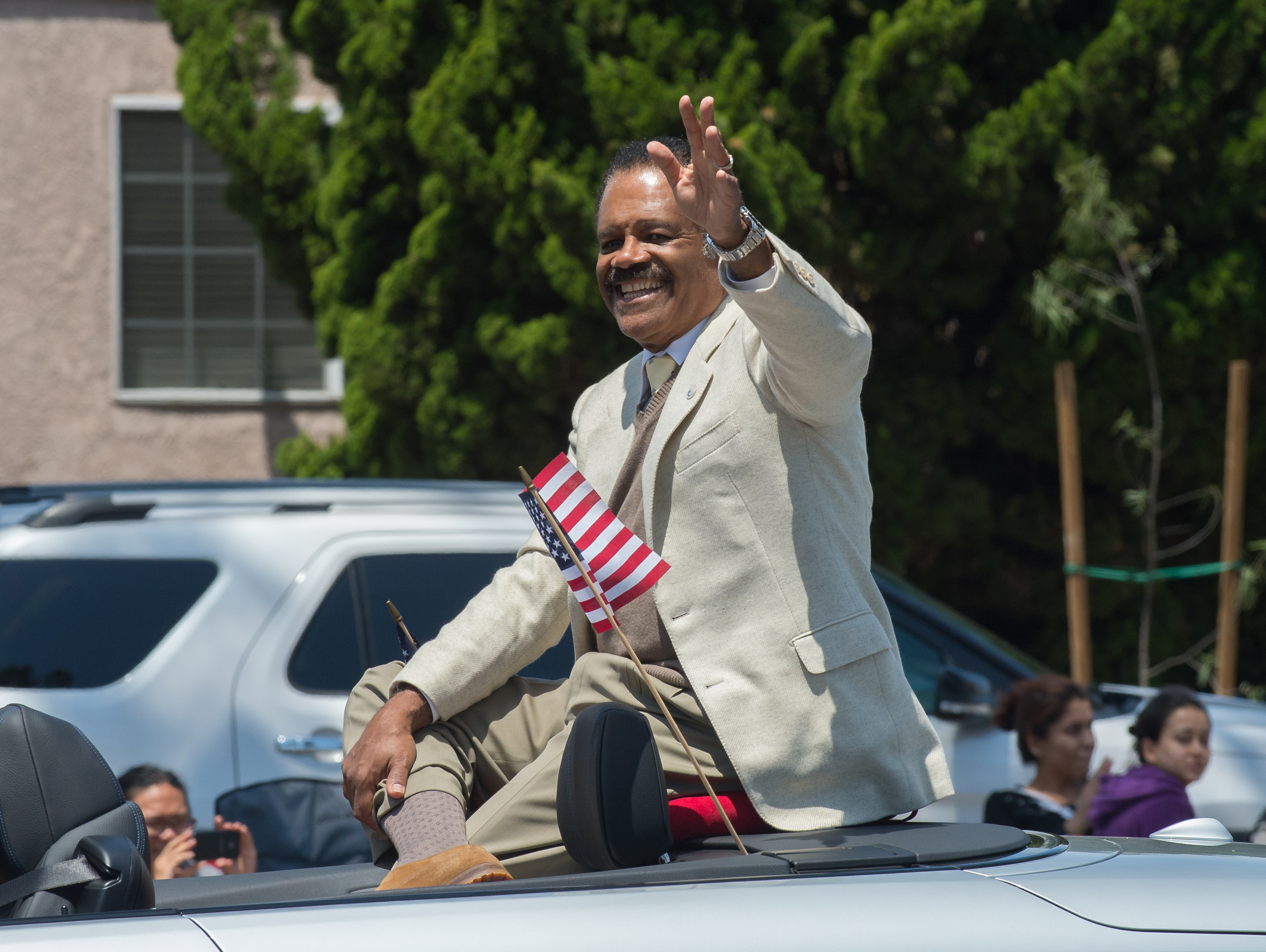
Ted Lange auf der Torrance Armed Forces Day Parade (2015)

Theodore William Lange (* 5. Januar 1948 in Oakland, Kalifornien) ist ein US-amerikanischer Autor, Regisseur, Filmproduzent sowie Film- und Theaterschauspieler. Bekannt wurde er in seiner Rolle als Chefbarkeeper Isaac Washington in der Fernsehserie Love Boat.

## Leben
Lange erlernte die Schauspielerei an der Royal Academy of Dramatic Art in London. Er begann seine Schauspielkarriere bei der San Francisco’s New Shakespeare Company. Am Broadway gehörte er zum Ensemble des Musicals Hair. 1977 erhielt er die Rolle des Barkeepers in der TV-Serie Love Boat. Nach dem Ende der Serie 1986 spielte er immer wieder Gastrollen in verschiedenen TV-Serien wie zum Beispiel Scrubs – Die Anfänger, King of Queens und Psych. Neben der Schauspielerei ist Lange auch als Regisseur und Autor tätig. So führte er auch bei mehreren Folgen des Love Boat Regie und schrieb auch Drehbücher für die Serie.
Von 1978 bis 1989 war Lange mit Sheryl Thompson verheiratet, mit der er zwei Kinder hat. Seit 2001 ist er mit Mary Ley verheiratet.

## Filmografie (Auswahl)
- 1975: Friday Foster